# 에반 (터닝메카드)
에반은 터닝메카드에 출연하는 등장 메카니멀이고 자기 남동생인 타나토스가 있다.

## 기술
- 블리자드 소드 - 얼음으로 된 칼로 상대를 공격한다.
- 미스릴아머 - 방어막으로 상대의 공격을 막는다.
- 어스퀘이크 - 천지를 때려 진동시킨다.
- 플레임 타이푼 - 주먹에서 불꽃을 발사해 공격한다.
- 슈퍼대쉬 - 빠르게 이동한다.
- 엑셀레이션 - 잔상효과로 상대의 공격을 방어한다.

## 소개

### 터닝메카드
잃어버린 동생을 찾기위해 나찬에게 테이밍됐다. 메카니멀 중에 가장 강력한 메카니멀이다.

### 터닝메카드W~반다인의 비밀
평화롭던 어느날 에반이 파손되는 일이 생기고 만다.

## 주변 지인
나찬 = 테이머
타나토스 = 잃어버렸다가 찾은동생
이소벨 = 전 테이머
미스터K = 제작자
피닉스, 타돌, 모스톤, 디스크캐논 = 나찬에 의해 친구가 된 메카니멀

## 성격
조금 까칠하고 은혜를 꼭 갚는 친구(한마디로 의리가 있음)

## 제작 계기
미스터K의 아들 나찬이 미니카를 선물받았는데, 그 미니카를 본떠서 에반을 만들었다.

## 목소리 출연
신용우

## 정보

### 영문표기
EVAN
Abon(일부 지역에서만)

### 제작사
(주)손오공

### 녹음된 언어
한국어

### 출연 국가
대한민국

### 출연 방송
터닝메카드&터닝메카드W1~3기,빠샤메카드

### 컬러
1. 파랑색(기본 색깔)
2. 남색(w에서만)
3. 초록색(녹색)[3]
4. 보라색[4]

1. ↑  원래 이소벨의 메카니멀이였으나, 나찬에게 힘을 보탠다
2. ↑  모든 메카니멀중 가장 승리를 많이 했다
3. ↑  장난감에만있다.
4. ↑  장난감에만있다.